# عارف‌آباد (خوی)
عارف‌آباد روستایی در دهستان قطور بخش قطور شهرستان خوی استان آذربایجان غربی ایران است.

## جمعیت
بر پایه سرشماری عمومی نفوس و مسکن در سال ۱۳۹۵ جمعیت این روستا ۲۱ نفر (۵خانوار) بوده‌است.